# Clubiona kurosawai
Clubiona kurosawai är en spindelart som beskrevs av Ono 1986. Clubiona kurosawai ingår i släktet Clubiona och familjen säckspindlar. Inga underarter finns listade i Catalogue of Life.